# Завод Mercedes-Benz Manufacturing Rus
Mercedes-Benz Manufacturing Rus — российское автосборочное предприятие, специализировавшееся на сборке легковых автомобилей Mercedes-Benz. Завод находится в 40 км от Москвы, в Солнечногорском районе, на территории индустриального парка «Есипово», недалеко от аэропорта Шереметьево.
До 2022 года завод контролировался немецким концерном «Daimler AG». В марте 2022 года компания объявила о прекращении деятельности в России в связи с вторжением России на Украину. Завод перешёл под контроль компании «Автодом».

## История

### Mercedes-Benz Manufacturing Rus
Соглашение между концерном Daimler AG, Министерством промышленности и торговли РФ и властями Подмосковья было подписано в июне 2016 года в рамках Петербургского международного экономического форума.

В феврале 2017 года после подписания соглашения с Правительством Российской Федерации и Правительством Московской области компания Даймлер объявила о намерениях по строительству завода в России. Объём инвестиций в строительство завода составил около 16 млрд рублей (более 250 млн евро).

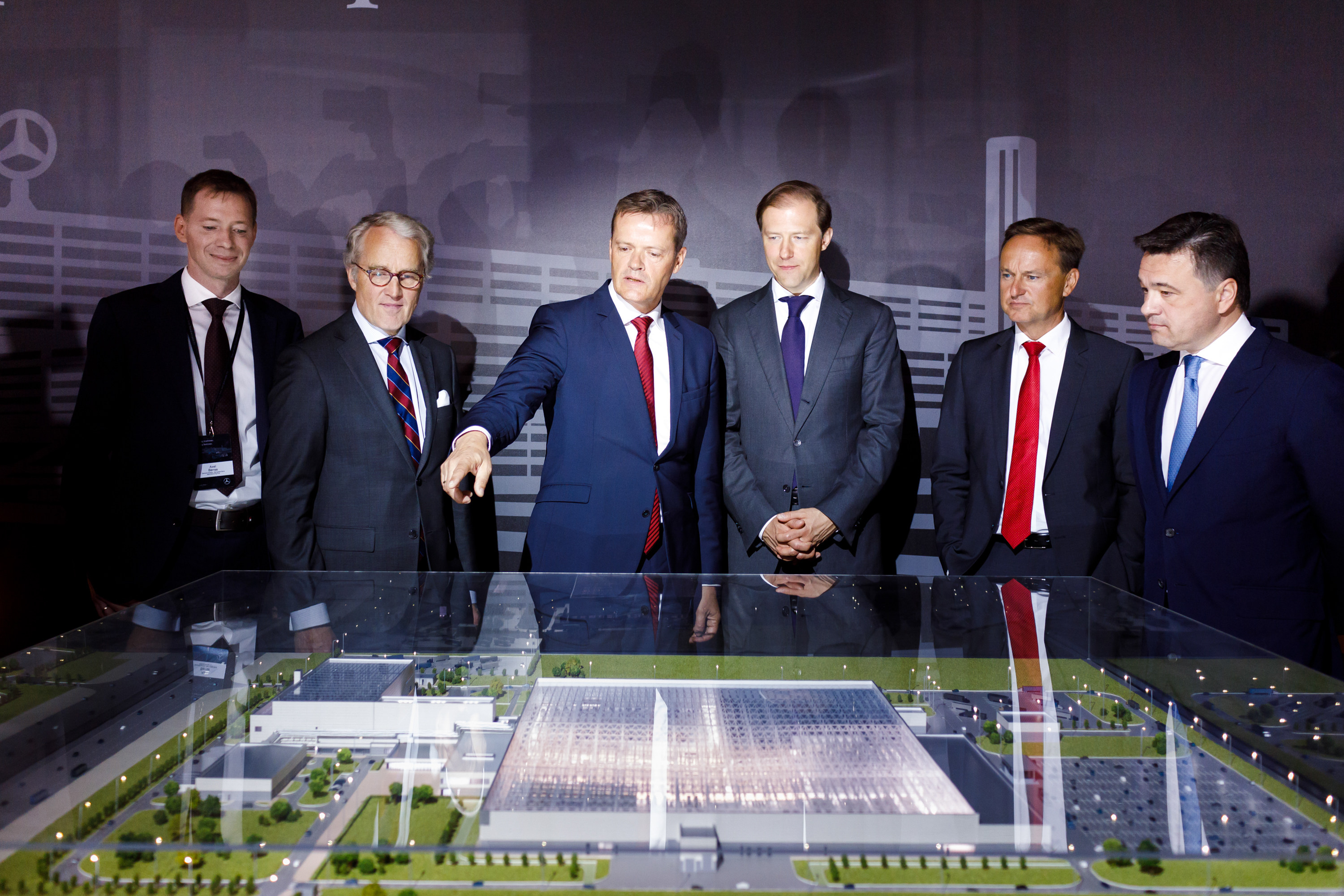
Церемония закладки первого камня в фундамент завода

20 июня 2017 года, в Подмосковье состоялась торжественная церемония закладки первого камня российского завода по производству легковых автомобилей Mercedes-Benz. В мероприятии приняли участие министр промышленности и торговли России Денис Мантуров, губернатор Московской области Андрей Воробьёв, чрезвычайный и полномочный посол ФРГ в России Рюдигер фон Фрич, член правления подразделения Mercedes-Benz Cars, отвечающий за производство и управление цепочкой поставок, Маркус Шэфер, вице-президент Daimler AG по планированию производства Райнер Рюсс и генеральный директор ООО «Мерседес-Бенц Мануфэкчуринг Рус» Аксель Бензе. В ходе церемонии закладки первого камня участники мероприятия оставили отпечатки своих ладоней на памятной табличке, которая хранится на заводе.

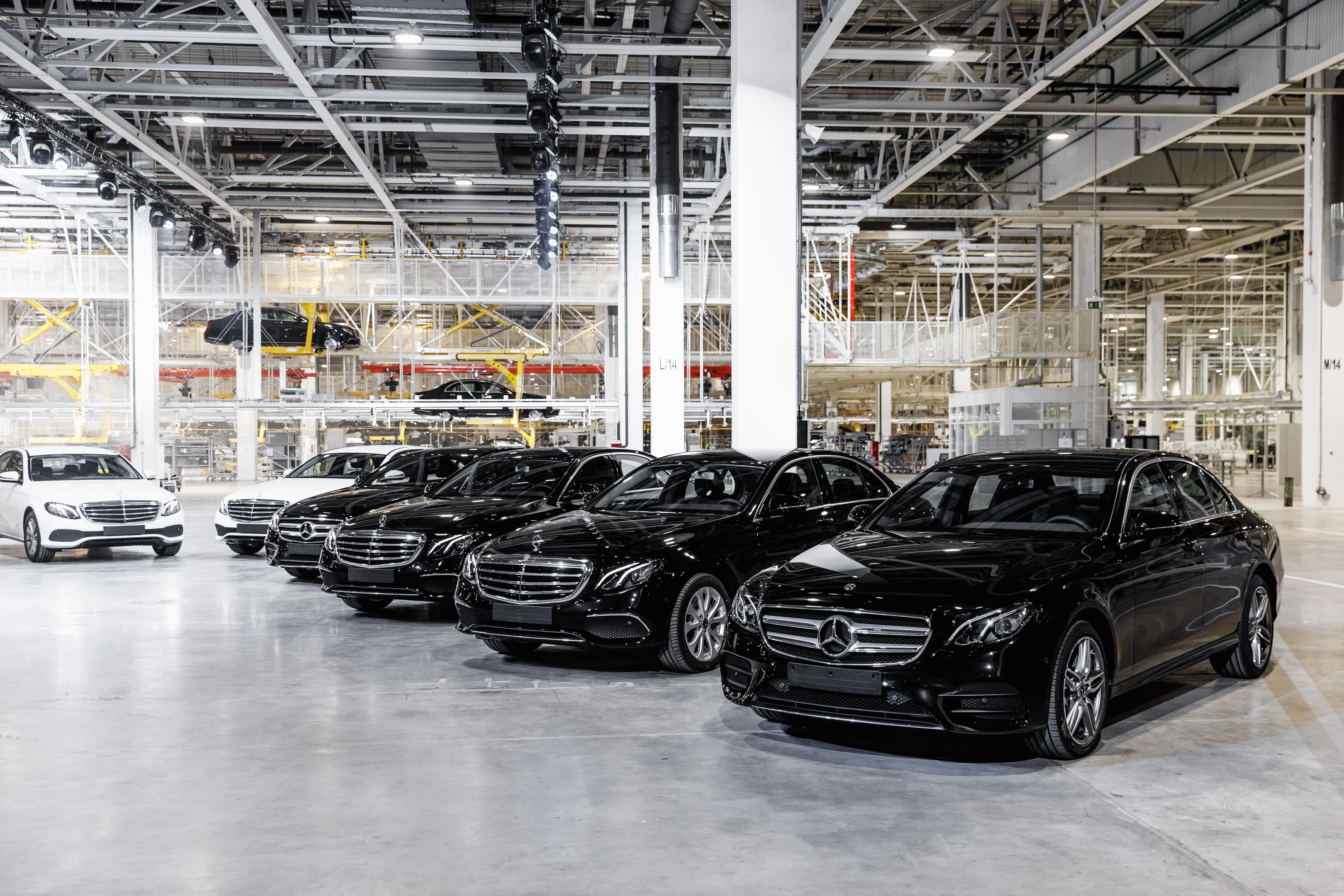
Mercedes-Benz E-класса выпускавшиеся на заводе

Производство рассчитано на полный цикл сборки автомобилей и включает в себя цеха изготовления кузовов, окраски, сборки готовых изделий, логистические площадки и тестовый трек. Первые автомобили сошли с конвейера завода в марте 2019 года. Первенцами стали седаны E-класса. Изначально они предлагались в модификациях E 200, E 200 d и E 220 d, как с задним, так и с полным приводом. Позже было налажено производство кроссоверов GLC, GLE и GLS.
В начале марта 2022 года в связи с санкционными ограничениями в отношении России на подмосковном заводе Mercedes-Benz было полностью остановлено производство автомобилей. В конце октября 2022 года Mercedes-Benz продал свой завод в Подмосковье, здания с сервисными площадями и офисом дилеру марки ГК «Автодом».

### «МБ Рус»
Бывшие активы Daimler в России перешли под контроль дистрибьютора автомобилей ГК «Автодом» и были переименованы в «МБ РУС». Компания Автодом неоднократно заявляла о желании возобновить сборку автомобилей на предприятии. Предполагается, что завод приступит к сборке автомобилей китайских компаний в 2024 году.
В начале 2025 года появилась информация о производстве на заводе под новым брендом Esteo автомобилей марки EXEED: под индексом 33T — кроссовер LX, под 51М — TXL, а под 41Т — RX.